# 無酸オレンジ
無酸オレンジ（むさんオレンジ）とは、果物のオレンジの分類の1つであり、果実の酸度が、一般的なCitrus sinensisと比べて、極めて低い品種群を指す。

## 特徴
柑橘類はヒトが、品種選抜や品種改良などを繰り返してきた。このため、様々な柑橘類が見い出されてきた。一口に柑橘類と言っても、その果実の成分は、その品種により、著しく異なる

。
オレンジも柑橘類の一部だが、様々なオレンジが見い出されてきた関係上、そのオレンジを、どのように分類すれば良いかを考え、様々な分類が試みられてきた

。
そのような分類法の中の１つでオレンジを大別した際には、例えばバレンシアやハムリンやシャムーティなどの在りふれた普通のオレンジ系統と、ネーブルオレンジの系統と、果肉が赤いブラッドオレンジの系統と、そして、この無酸オレンジの系統に分類できる

。
無酸オレンジの類は、Citrus sinensisの変種である

。
なお、各種のオレンジ類が開花した際は、養蜂における蜜源植物として利用できる

。
無酸オレンジの果実は、食べても酸味が感じられず、基本的には、甘味が強く感じられる

。

## 栽培
無酸オレンジは、食用に栽培されてきた。

### 背景
昔からアラブ人は、オレンジを含む柑橘類を、生のまま食べてきただけでなく、果実や果皮を砂糖漬けにして保存に向けように加工し、甘味の強い状態でも食べてきた

。
そして、オレンジの果皮を砂糖漬けにする加工法は、アラブ人がヨーロッパにも伝えた

。
このように、甘味の強いオレンジの食べ方が伝統的に為されてきたアラブ諸国で、無酸オレンジは好まれてきた

。
また、21世紀初頭においては、スペインやポルトガルやイタリアなどでも、無酸オレンジを好むファン層が見られる

。
一方で、無酸オレンジの栽培地以外への輸出などは、基本的に行われていない

。

### 品種
例えば、以下のような品種が知られる。
サッカリ（succari）
エジプトで栽培されてきた。
スクレーニャ（Sucreña）
スペインで栽培されてきた。
バイニグリア（Vainiglia）
イタリアで栽培されてきた。ピンク色の果肉には、果汁が比較的多く含まれ、甘味と少しの苦味が感じられる
リマ（Lima）
ブラジルで栽培されてきた。